# Odontomelus strigosus
Odontomelus strigosus är en insektsart som först beskrevs av Bolívar, I. 1889.  Odontomelus strigosus ingår i släktet Odontomelus och familjen gräshoppor. Inga underarter finns listade i Catalogue of Life.